# Yongfeng, Shanghai
Yongfeng är ett stadsdelsdistrikt i Kina. Det ligger i Songjiang i storstadsområdet Shanghai, i den östra delen av landet, omkring 35 kilometer sydväst om den centrala stadskärnan. Antalet invånare är 93 330. Befolkningen består av 44 690 kvinnor och 48 640 män. Barn under 15 år utgör 10,0 %, vuxna 15-64 år 82 %, och äldre över 65 år 7,0 %.